# Ovide Musin
Pour les articles homonymes, voir Musin.
Ovide Musin, né à Nandrin (près de Liège), le 22 septembre 1854 et mort à Brooklyn (New York), le 30 octobre 1929, est un violoniste et compositeur belge. 

## Vie et parcours
À l'âge de six ans son père, un ingénieur civil dans la sidérurgie du bassin liégeois, lui offre un violon de petite taille ; un contrebassiste amateur lui apprend les premières notions du jeu de violon. Trois ans après, un violoniste liégeois passe devant la maison et entend jouer le jeune Ovide, il conseille aux parents de l'orienter vers une formation musicale. Ovide Musin entre au conservatoire de Liège à l'âge de neuf ans, dans la classe de Désiré Heynberg (1831-1897), après avoir joué une composition de Heynberg devant le jury d'admission. En même temps, il est inscrit à l'athénée pour les cours généraux.
En 1867, il obtient son second prix, à égalité avec Eugène Ysaÿe ; en 1869, le premier prix et un an plus tard, la médaille d'or. Durant les études, les jeunes musiciens, parmi eux aussi César Thomson et Martin Marsick, ont gagné des expériences dans l'orchestre du « Pavillon de Flore », un théâtre de vaudevilles liégeois, fréquenté par les étudiants de l'université, l'orchestre était sous la direction de Nicolas Ysaÿe, le père d'Eugène.
Après l'obtention de la médaille d'or en 1870, à l'âge de seize ans, il fait la rencontre du violoniste Hubert Léonard ; il fuit Paris en raison de la guerre franco-allemande. Musin entre dans sa classe de perfectionnement au conservatoire. Un an plus tard il devint concertmeister du « Kursaalorkest » d'Ostende, dirigé par Jean-Baptiste Singelée. Après un des concerts, il rencontre Henryk Wieniawski, qui était présent en salle, il lui fait une démonstration de son « Caprice de concert n°1 », à l'entière satisfaction du maître polonais.
En 1872, Ovide Musin continue ses cours avec Léonard à Paris. Léonard l'introduit dans la société musicale et littéraire parisienne, il fait connaissance de personnages comme son compatriote César Franck, Camille Saint-Saëns, Gabriel Fauré et Raoul Pugno. Mais aussi des écrivains comme Jules Verne, Émile Zola ou Guy de Maupassant et nombreux d'autres personnages, ce qui lui permet de créer un réseau utile à sa carrière internationale. Camille Saint-Saens lui dédia le « Morceau de concert pour violon »: avec accompagnement d'orchestre ou de piano (op. 62), parfois considéré comme le quatrième concerto pour violon.
Durant sa vie de soliste, Musin donna des concerts dans toutes les grandes villes en Europe, en Amérique du Nord, en Amérique latine, en Océanie, et en plusieurs grandes villes du Japon et de Chine. Lors de sa première tournée aux États-Unis an 1885, il rencontre sa future épouse, la soprano Anna Louise Tanner, fille d'un juge et conseiller à la cour suprême des États-Unis. Ils se marieront à Brooklyn le 7 octobre 1891. De nouvelles tournées emmènent le couple à nouveau dans le monde entier. En 1897 Musin revint à Liège pour reprendre la classe de violon de César Thomson au conservatoire. Cela surtout, vu l'âge avancé de sa mère, avec laquelle il voulut passer les dernières années. Après son décès, Musin regagne New York, pour gérer sa  « Ovide Musin's Belgian School of Violin » fondée un an avant.
Musin décrit ses concerts internationaux, ainsi que les rapports détaillés de ses voyages dans son œuvre Un Violoniste aux Antipodes. Ses mémoires, ses expériences comme violoniste et pédagogue, ainsi que des conseils pour de futurs élèves de violon sont décrits dans  My Memories: A half-century of adventures and experiences and globe travel written by himself, New York, Musin Publishing Company, 1920.

## Œuvres notables
- Ma Belle Amie, Valse chantante, Londres, 1882
- Mazurka de Concert: pour violon et piano, New York, Eddy E. Schuberth, 1887
- Caprice de Concert, op. 6, New York, E. Schuberth, 1893
- Valse de concert pour violon avec accompagnement de piano: op. 7, New York, E. Schuberth, 1893
- Berceuse pour violon avec accompagnement de piano, op. 9, New York, E. Schuberth, 1893
- Mazurka romantique, op. 11, no.3, New York, Carl Fischer, 1898
- Mazurka de bravoure, op. 14, no. 2, New York, Carl Fisher, 1898
- Paraphrase of 'Words from the Heart', Op.16
- Mazurka elegante : for violin with piano accompaniment, op. 25, no. 4, New York, O. Musin Publishing, 1912
- The nightingale (Le Rossignol), op. 24, New York, O. Musin Publishing, 1912
- Belgian School of Violin, vol. 4 (22 special daily exercises : for violin : with scales), O. Musin Publishing, 1915
- Seconde valse de concert
- Capriccio notturno

## Sources
- Thèse universitaire sur Ovide Musin, de Clothile Larose (2010)
- (en) « My Memories » par Ovide Musin (1920)